# Open d'Inde de snooker
| \| New Delhi Bombay Hyderabad Visakhapatnam Cochin \| Sites des rencontres en Inde. |
| New Delhi Bombay Hyderabad Visakhapatnam Cochin                                     |

L'Open d'Inde de snooker (Indian Open en anglais) est un tournoi de snooker professionnel.

## Histoire
Créé au cours de la saison 2013-2014, c'est le premier tournoi classé à avoir lieu en Inde. Cette première édition s'est disputée du 14 au 18 octobre 2013 au Meridien Hotel de New Delhi. Le format de la compétition est celui instauré cette même année : un unique tableau de 128 joueurs, en grande partie professionnels, selon une formule d'élimination directe.
Le contrat de la fédération indienne de snooker et de billard couvrait une période initiale de trois ans. L'Open d'Inde se tiendrait donc jusqu'en 2015 au moins.
L'édition suivante, celle de la saison 2014-2015, initialement prévue en octobre 2014, est différée au mois de mars 2015 en raison d'élections législatives dans l'état du Maharashtra dont Bombay est la capitale. Le tournoi est accueilli par le Grand Hyatt Hotel de Bombay.
L'édition de la saison 2015-2016 n'a pas lieu et le tournoi est à nouveau programmé en juillet 2016 pour la saison suivante à Hyderabad. C'est l’Écossais Anthony McGill qui s'impose face à Kyren Wilson sur le score de 5 manches à 2. McGill est en revanche battu lors de la finale 2017 qui s'est tenue à Visakhapatnam par son compatriote John Higgins 5 à 2. 
En 2018, le tournoi est suspendu de quelques semaines à la suite de fortes inondations dans la région de Kerala. L'édition est finalement reportée jusqu'à février-mars 2019 et délocalisée à Cochin. Pour la cinquième année consécutive, un nouveau joueur met son nom au palmarès en la personne de l'Anglais Matthew Selt qui bat le Chinois Lyu Haotian par 5 manches à 3.
En raison de la pandémie de Covid-19, l'édition de la saison 2019-2020 est reportée.

## Palmarès
| Année                | Ville                | Vainqueur            | Finaliste            | Score                | Saison               |
| Open d'Inde (classé) | Open d'Inde (classé) | Open d'Inde (classé) | Open d'Inde (classé) | Open d'Inde (classé) | Open d'Inde (classé) |
| -------------------- | -------------------- | -------------------- | -------------------- | -------------------- | -------------------- |
| 2013                 | New Delhi            | Ding Junhui          | Aditya Mehta         | 5-0                  | 2013-2014            |
| 2015                 | Bombay               | Michael White        | Ricky Walden         | 5-0                  | 2014-2015            |
| 2016                 | Hyderabad            | Anthony McGill       | Kyren Wilson         | 5-2                  | 2016-2017            |
| 2017                 | Visakhapatnam        | John Higgins         | Anthony McGill       | 5-1                  | 2017-2018            |
| 2019                 | Cochin               | Matthew Selt         | Lyu Haotian          | 5-3                  | 2019-2020            |

## Bilan par pays
| Pays           | Joueurs | Total | Premier titre | Dernier titre |
| -------------- | ------- | ----- | ------------- | ------------- |
| Écosse         | 2       | 2     | 2016          | 2017          |
| Chine          | 1       | 1     | 2013          | 2013          |
| Pays de Galles | 1       | 1     | 2015          | 2015          |
| Angleterre     | 1       | 1     | 2019          | 2019          |